# Lift Yr. Skinny Fists Like Antennas to Heaven!
Lift Yr. Skinny Fists Like Antennas to Heaven! (auch: Lift Your Skinny Fists Like Antennas to Heaven und Levez Vos Skinny Fists Comme Antennas to Heaven) ist ein 2000 erschienenes Doppelalbum der kanadischen Band Godspeed You! Black Emperor. 
Es ist das zweite reguläre Album der Band und gilt als eines der klassischen Alben des Post-Rock. Eingespielt wurde es im kanadischen Toronto in den Chemical Sound Studios. Das ganze Album ist instrumental, von einigen eingestreuten Sprachsamples abgesehen.
Das Album ist jedem Gefangenen auf dem Globus gewidmet.

## Rezensionen
Das Album hat in der Fachpresse größtenteils hervorragende Rezensionen bekommen. So erhielt es bei Plattentests.de neun von zehn Punkten, im All Music Guide viereinhalb von fünf und bei Pitchfork Media 9,0/10 Punkten. Rückblickend schrieb Tonspion „Mit einem fulminanten Album begrüßte die kanadische Band Godspeed You Black Emperor! das neue Jahrtausend. […] Fast zehn Jahre später, lohnt es sich immer noch hinzuhören.[…] Dieses Album hat vielen Bands den Weg bereitet und gehört in jede anspruchsvollere Musiksammlung.“

## Trackliste
Das Album unterteilt sich in zwei Tonträger (CD bzw. LP), die jeweils zwei ca. 20 Minuten lange Stücke enthalten. Diese sind dann noch einmal in einzelne Passagen untergliedert. Die Angaben stammen von der offiziellen Homepage der Band.

### Disk 1
1. storm (22:32)
  1. lift yr. skinny fists, like antennas to heaven... (00:00 – 06:15)
  2. gathering storm (06:15 – 17:25)
  3. "welcome to barco am/pm..." [l.a.x.; 5/14/00] (17:25 – 18:40)
  4. cancer towers on holy road hi-way (18:40 – 22:32)
2. static (22:35)
  1. terrible canyons of static (00:00 – 03:34)
  2. atomic clock (03:34 – 04:43)
  3. chart #3 (04:43 – 07:22)
  4. world police and friendly fire (07:22 – 17:10)
  5. [...+the buildings they are sleeping now] (17:10 – 22:35)

### Disk 2
1. sleep (23:17)
  1. murray ostril: "...they don't sleep anymore on the beach..." (00:00 – 01:10)
  2. monheim (01:10 – 13:24)
  3. broken windows, locks of love pt. III. / 3rd part (13:24 – 23:17)
2. antennas to heaven (18:57)
  1. moya sings "baby-o"... (00:00 – 01:00)
  2. edgyswingsetacid (01:00 – 01:58)
  3. [glockenspiel duet recorded on a campsite in rhinebeck, n.y.] (01:58 – 02:45)
  4. "attention...mon ami...fa-lala-lala-la-la..." [55-St.Laurent] (02:45 – 04:03)
  5. she dreamt she was a bulldozer, she dreamt she was alone in an empty field (04:03 – 13:46)
  6. deathkamp drone (13:46 – 16:55)
  7. [antennas to heaven...] (16:55 – 18:57)